# Trzęślik meklemburski
Trzęślik meklemburski, trzęsiec meklemburski (Timmia megapolitana Hedw.) – gatunek mchu należący do rodziny trzęślikowatych (Timmiaceae). W Polsce bardzo rzadki.

## Rozmieszczenie geograficzne
Gatunek ma zasięg wokółbiegunowy, silnie porozrywany. Najpowszechniej występuje w Ameryce Północnej, rzadziej spotykany w Europie Środkowej i Wschodniej oraz w Azji (Syberia, Mongolia, Chiny, Japonia). W Polsce bardzo rzadko – jest to najrzadziej występujący gatunek rodzaju, przy czym jedyny rejestrowany poza górami – do 1994 roku opisano jedynie sześć stanowisk na obszarze Polski, z czego tylko jedno znalezisko (w dolinie rzeki Piwonii) po roku 1945.

## Morfologia
Duże mchy, rosnące w dość luźnych, zielonych darniach. Łodygi o wys. 5–7 cm, czerwone, okryte chwytnikami prawie do samej góry. Liście o dług. 7–8 mm, wydłużonolancetowate, na szczycie stępione. Liście w dole łodygi mniejsze, ku szczytowi coraz większe. W stanie suchym rurkowato zwinięte. Żebro żółte, dochodzące do szczytu liścia, na grzbiecie w górnej części brodawkowane. Seta o dług. do 2,5 cm, purpurowa, zakończona owalną, brunatną puszką, skierowana skośnie do góry.

## Ekologia
Gatunek niżowy. W górach sięga w niższe piętra leśne. Gatunek spotykany głównie na torfowiskach niskich.

## Ochrona
Roślina objęta ścisłą ochroną gatunkową w Polsce. 